# Jatisobo (Jatipuro)
Jatisobo is een bestuurslaag in het regentschap Karanganyar van de provincie Midden-Java, Indonesië. Jatisobo telt 3420 inwoners (volkstelling 2010).